# Andeliga sånger för barn
Andeliga sånger för barn var tre häften med sånger för söndagsskoleverksamhet som gavs ut av Betty Ehrenborg. I huvudsak består häftena av sånger översatta från engelska, vilka alla blev väl spridda i Sverige.

## Utgåvor
- Andeliga sånger för barn 1852
- Andeliga sånger för barn 1856